# Sonate K. 227
La sonate K. 227 (F.175/L.347) en si mineur est une œuvre pour clavier du compositeur italien Domenico Scarlatti.

## Présentation
La sonate K. 227, en si mineur, est notée Allegro. À l'instar de la sonate K. 170, on trouve deux sections de mètre différent, la première en binaire, la seconde ternaire. Chacune pourrait avoir été, à l'origine, conçue comme une seule sonate. Cependant, les doubles croches en sextolets qui apparaissent mesure 24, peu après l'ouverture, assurent la continuité métrique et rythmique, tout en préparant l'auditeur au rythme plus vif à 
 de la section suivante. La fin de la première section qui module en fa  mineur est particulièrement virtuose,.

## Manuscrits
Le manuscrit principal est le numéro 22 du volume III (Ms. 9774) de Venise (1753), copié pour Maria Barbara ; l'autre est Parme V 11 (Ms. A. G. 31410). Une copie figure à Saragosse, source 2, ms. B-2 Ms. 31, fos 101v-103r (no 51).

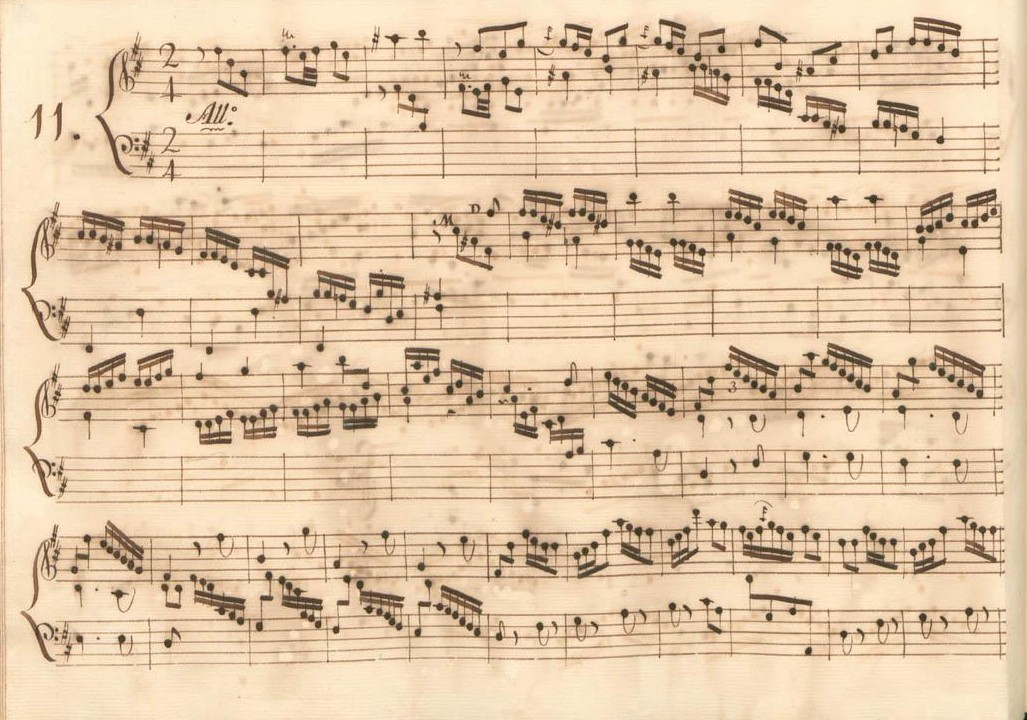
Parme V 11.
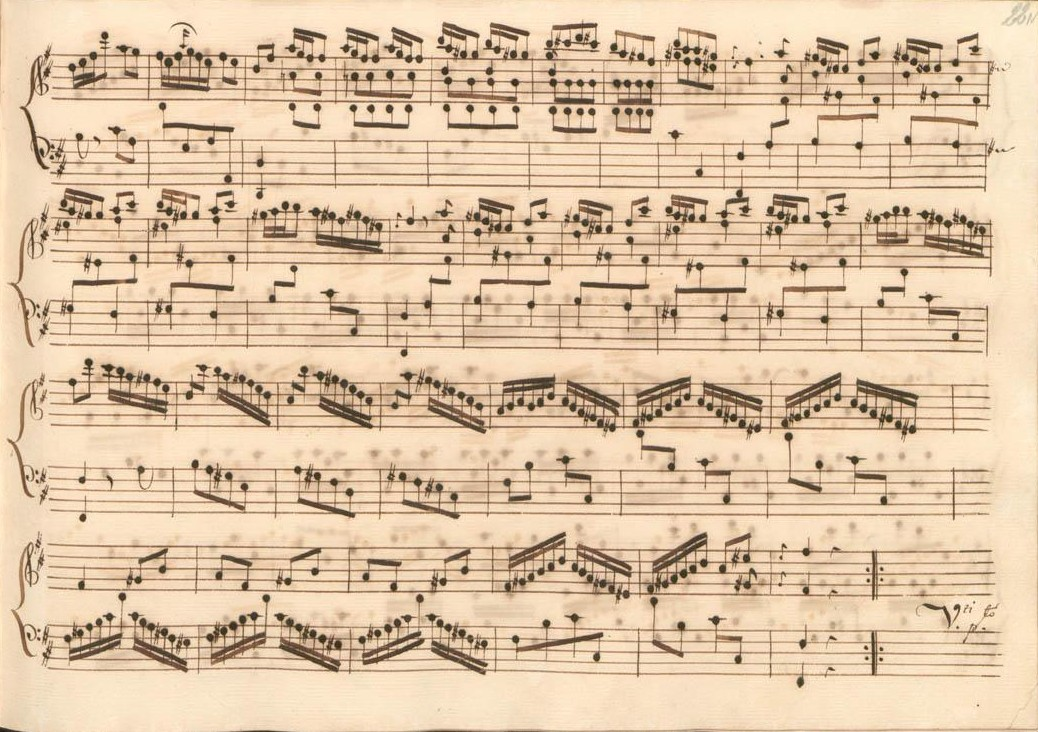
Parme V 11 (fin de la première section).
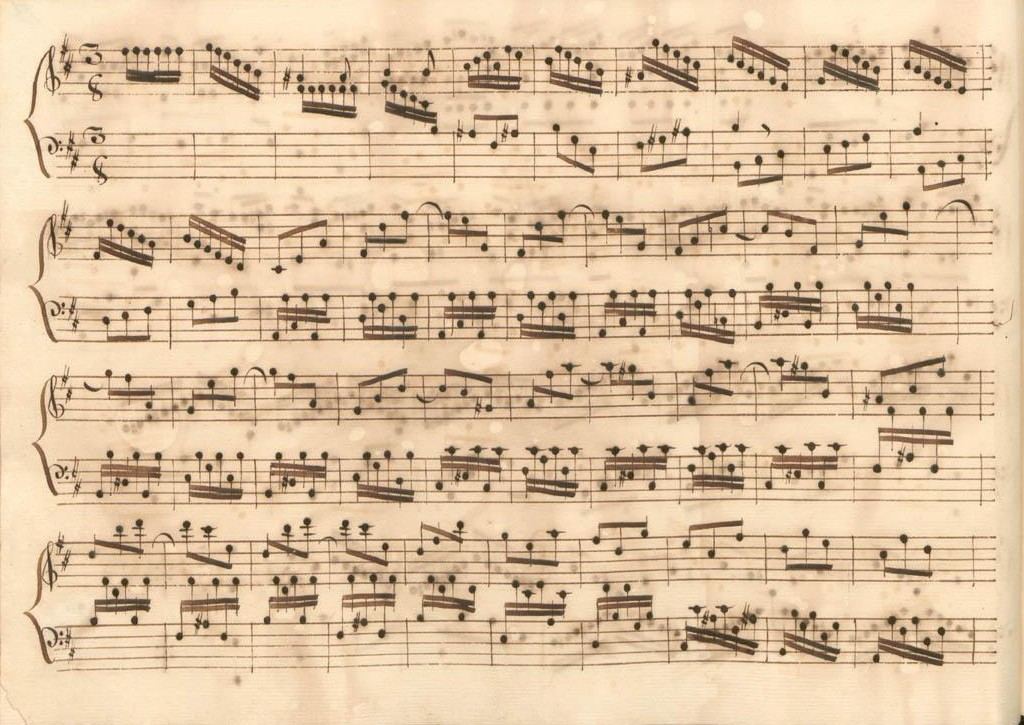
Parme V 11 (début de la seconde section).
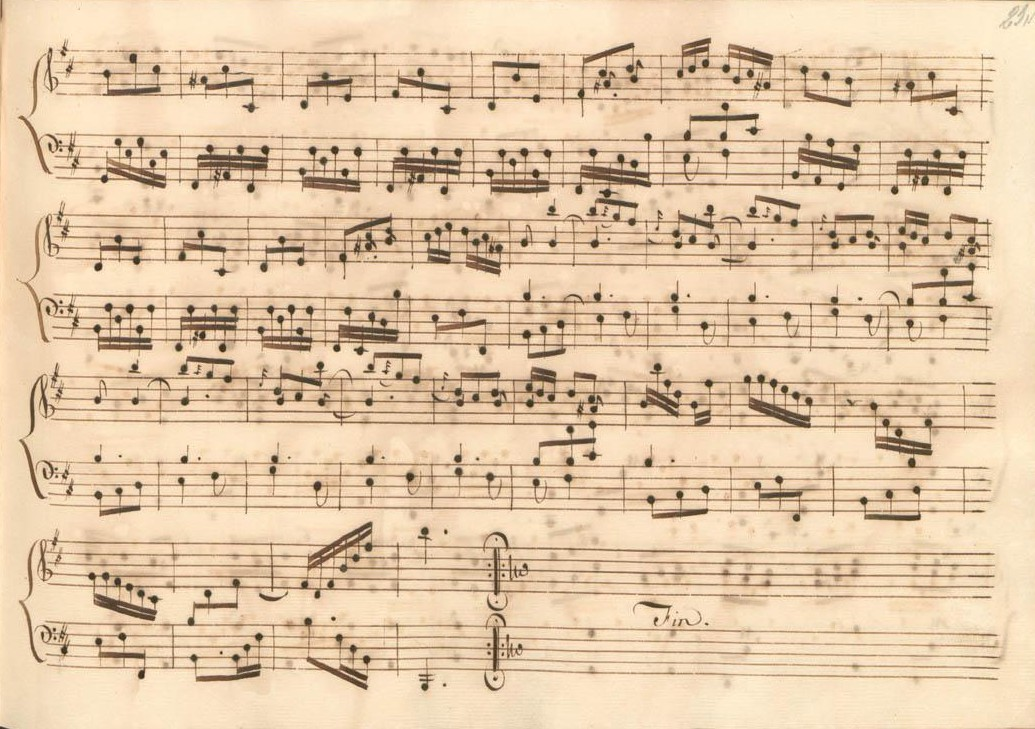
Parme V 11 (fin de la sonate).
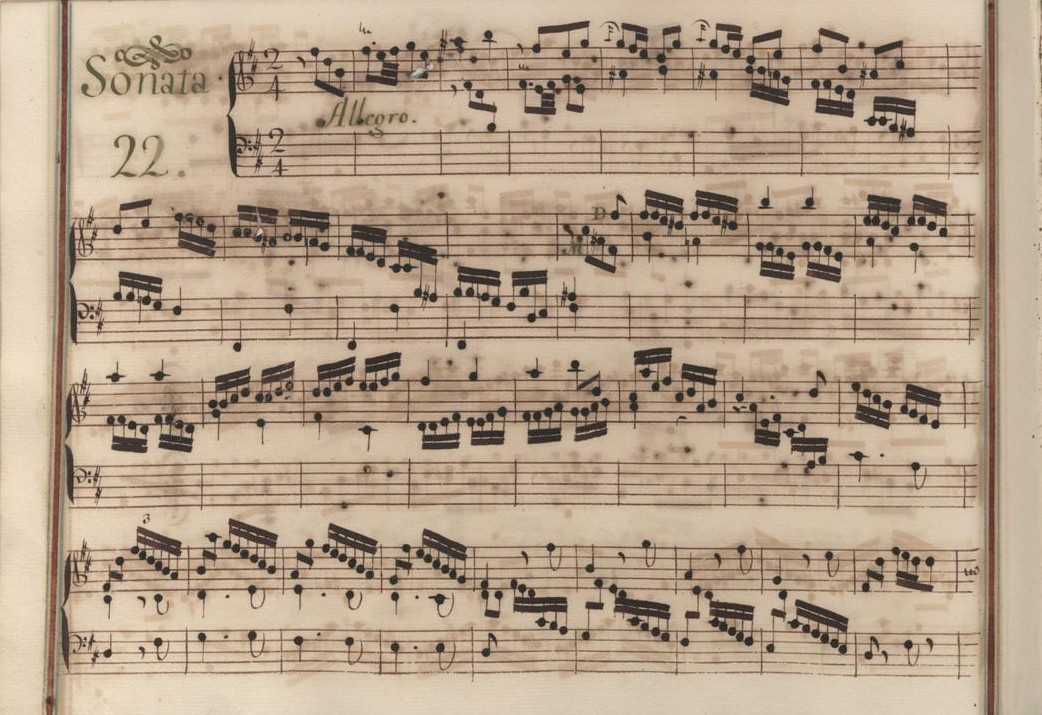
Venise III 22.
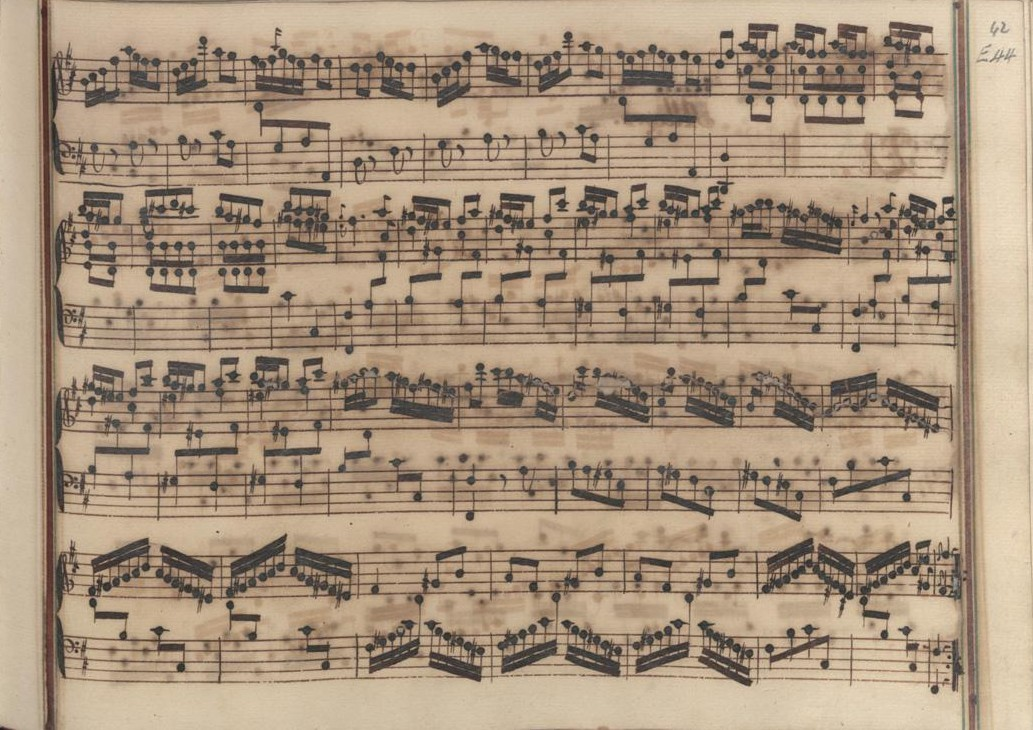
Venise III 22 (fin de la première section.

## Interprètes
La sonate K. 227 est défendue au piano notamment par Benjamin Frith (1999, Naxos, vol. 5), Carlo Grante (2009, Music & Arts, vol. 2) ; au clavecin par Luciano Sgrizzi (1964, Accord), Gustav Leonhardt (1978, Seon/Sony) Scott Ross (1985, Erato), Richard Lester (2001, Nimbus, vol. 2), Ottavio Dantone (2004, Stradivarius, vol. 7), Pieter-Jan Belder (Brilliant Classics, vol. 5) et Pierre Hantaï (2005, Mirare, vol. 3). Edward Parmentier la joue sur un pianoforte Antunes de 1765, conservé au Musée national de musique (en) de Vermillion (Dakota du Sud) (2012, Wildboar Recordings). Le duo de guitares de Julian Gray et Ronald Pearl, l'interprète pour le label Dorian/Sono Luminus en 1995, ainsi que Joanne Castellani & Michael Andriaccio (2011, Fleur de Son), dans un arrangement de Richard Englehart.

## Sources
: document utilisé comme source pour la rédaction de cet article.
- Ralph Kirkpatrick (trad. de l'anglais par Dennis Collins), Domenico Scarlatti, Paris, Lattès, coll. « Musique et Musiciens », 1982 (1re éd. 1953 (en)), 493 p. (ISBN 978-2-7096-0118-4, OCLC 954954205, BNF 34689181).
- Alain de Chambure, « Domenico Scarlatti : Intégrale des sonates — Scott Ross », Erato (2564-62092-2), 1985 (OCLC 891183737) .
- (en) Carlo Grante, « Domenico Scarlatti, intégrale des sonates pour clavier (vol. 3) », Music & Arts (CD-1292), 2013 (OCLC 907929504) .